# Idiocerus nigrinervis
Idiocerus nigrinervis är en insektsart som beskrevs av Cai och Shen 1998. Idiocerus nigrinervis ingår i släktet Idiocerus och familjen dvärgstritar. Inga underarter finns listade i Catalogue of Life.